# Bad Impulse
Pour plus de détails, voir Fiche technique et Distribution.
Bad Impulse est un film américain de 2020 réalisé par Michelle Danner et mettant en vedette Grant Bowler, Sonya Walger, James Landry Hebert, Dan Lauria,,,,,,,,,.

## Fiche technique
- Titre : Bad Impulse
- Réalisation : Michelle Danner
- Scénario : Jason Chase Tyrrell
- Pays d'origine :  États-Unis
- Langue originale : Anglais
- Durée : 99 minutes
- Dates de sortie : 2019

## Distribution
- Grant Bowler
- Sonya Walger
- David Coussins
- Paul Sorvino
- James Landry Hebert
- Stephanie Cayo
- Dan Lauria